# 2015년 MTV 무비 어워드
제24회 MTV 무비 & TV 어워드는 2015년 4월 12일에 열린 시상식이다.

## 수상 및 후보

### 최고의 영화상
- 안녕,헤이즐 - 조쉬 분 수상
- 아메리칸 스나이퍼 - 클린트 이스트우드
- 보이후드 - 리처드 링클레이터
- 나를 찾아줘 - 데이빗 핀처
- 가디언즈 오브 갤럭시 - 제임스 건
- 헝거게임:모킹제이 - 프란시스 로렌스
- 셀마 - 에바 두버네이
- 위플래쉬 - 데이미언 셔젤

### 최고의 남자배우상
- 아메리칸 스나이퍼 - 브래들리 쿠퍼 수상
- 안녕,헤이즐 - 안셀 엘고트
- 폭스캐처 - 채닝 테이텀
- 가디언즈 오브 갤럭시 - 크리스 프랫
- 위플래쉬 - 마일즈 텔러

### 최고의 여자배우상
- 안녕,헤이즐 - 쉐일린 우들리 수상
- 버드맨 - 엠마 스톤
- 헝거게임:모킹제이 - 제니퍼 로렌스
- 와일드 - 리즈 위더스푼
- 루시 - 스칼릿 조핸슨

### 주목할만한 배우상
- 메이즈 러너 - 딜런 오브라이언 수상
- 안녕,헤이즐 - 안셀 엘고트
- 셀마 - 데이빗 오예로워
- 보이후드 - 엘라 콜트레인
- 나를 찾아줘 - 로자먼드 파이크

### 최고의 키스상
- 안녕,헤이즐 - 쉐일린 우들리 & 안셀 엘고트 수상
- 어메이징 스파이더맨 2 - 엠마 스톤 & 앤드류 가필드
- 디 인터뷰 - 제임스 프랭코 & 세스 로건
- 나쁜 이웃들 - 로즈 번 & 할스톤 세이지
- 캡틴 아메리카: 윈터 솔져 - 스칼릿 조핸슨

### 최고의 영화속 변신
- 헝거게임:모킹제이 - 엘리자베스 뱅크스 수상
- 사랑에 대한 모든 것 - 에디 레드메인
- 보이후드 - 엘라 콜트레인
- 폭스캐처 - 스티브 카렐
- 가디언즈 오브 갤럭시 - 조 샐다나

### 최고의 싸움상
- 메이즈 러너 - 딜런 오브라이언 vs 윌 폴터 수상
- 캡틴 아메리카: 윈터 솔져 - 크리스 에반스 vs 세바스찬 스탠
- 버드맨 - 에드워드 노튼 vs 마이클 키튼
- 22 점프 스트리트 - 조나 힐 vs 질리언 벨
- 나쁜 이웃들 - 세스 로건 vs 잭 에프론

### 최고의 악당상
- 숲속으로 - 메릴 스트립 수상
- 위플래쉬 - J.K. 시몬스
- 22 점프 스트리트 - 질리언 벨
- 엑스맨: 데이즈 오브 퓨처 패스트 - 피터 딘클리지
- 나를 찾아줘 - 로자먼드 파이크

### 최고의 코믹연기상
- 22 점프 스트리트 - 채닝 테이텀 수상
- 가디언즈 오브 갤럭시 - 크리스 프랫
- 탑 파이브 - 크리스 록
- 더 웨딩 링거 - 케빈 하트
- 나쁜 이웃들 - 로즈 번

### 최고의 공포연기상
- 더 보이 넥스트 도어 - 제니퍼 로페즈 수상
- 애나벨 - 애나벨 월리스
- 메이즈 러너 - 딜런 오브라이언
- 나를 찾아줘 - 로자먼드 파이크
- 더 퍼지:거리의 반란 - 자크 길포드

### 최고의 영웅상
- 메이즈 러너 - 딜런 오브라이언 수상
- 인서전트 - 쉐일린 우들리
- 헝거게임:모킹제이 - 제니퍼 로렌스
- 가디언즈 오브 갤럭시 - 크리스 프랫
- 호빗: 다섯 군대 전투 - 마틴 프리먼

### 최고의 콤비상
- 나쁜 이웃들 - 잭 에프론 & 데이브 프랭코 수상
- 가디언즈 오브 갤럭시 - 브래들리 쿠퍼 & 빈 디젤
- 22 점프 스트리트 - 채닝 테이텀 & 조나 힐
- 디 인터뷰 - 제임스 프랭코 & 세스 로건
- 안녕,헤이즐 - 쉐일린 우들리 & 안셀 엘고트

### 최고의 뮤지컬 퍼포먼스
- 헝거게임:모킹제이 - 제니퍼 로렌스 수상
- 스켈리턴 트윈스 - 빌 헤이더 & 크리스틴 위그
- 가디언즈 오브 갤럭시 - 크리스 프랫
- 위플래쉬 - 마일즈 텔러
- 나쁜 이웃들 - 세스 로건 & 잭 에프론

### 최고의 웃통 벗은 연기상
- 나쁜 이웃들 - 잭 에프론 수상
- 안녕,헤이즐 - 안셀 엘고트
- 폭스캐처 - 채닝 테이텀
- 가디언즈 오브 갤럭시 - 크리스 프랫
- 아더 우먼 - 케이트 업톤

### 최고의 황당한 순간상
- 나쁜 이웃들 - 세스 로건 & 로즈 번 수상
- 스트레스를 부르는 그 이름 직장상사 2 - 제이슨 서디키스 & 찰리 데이
- 22 점프 스트리트 - 조나 힐
- 위플래쉬 - 마일즈 텔러
- 탑 파이브 - 로사리오 도슨 & 앤더스 홀름

### MTV 제너레이션상
- 로버트 다우니 주니어 수상

### MTV 트레일블레이저상
- 쉐일린 우들리 수상

### 코믹 천재상
- 케빈 하트 수상